# Ludwig Tessnow
Ludwig Tessnow (* 15. Februar 1872 in Stolzenhagen, Kr. Randow; † November 1939 in Groß Piasnitz) war ein deutscher Serienmörder, dem mindestens vier Kinder zum Opfer fielen. Sein Fall ging durch das erste wissenschaftliche Gutachten über Blutarten in die Kriminalgeschichte ein.

## Die Mordfälle

### Doppelmord bei Lechtingen

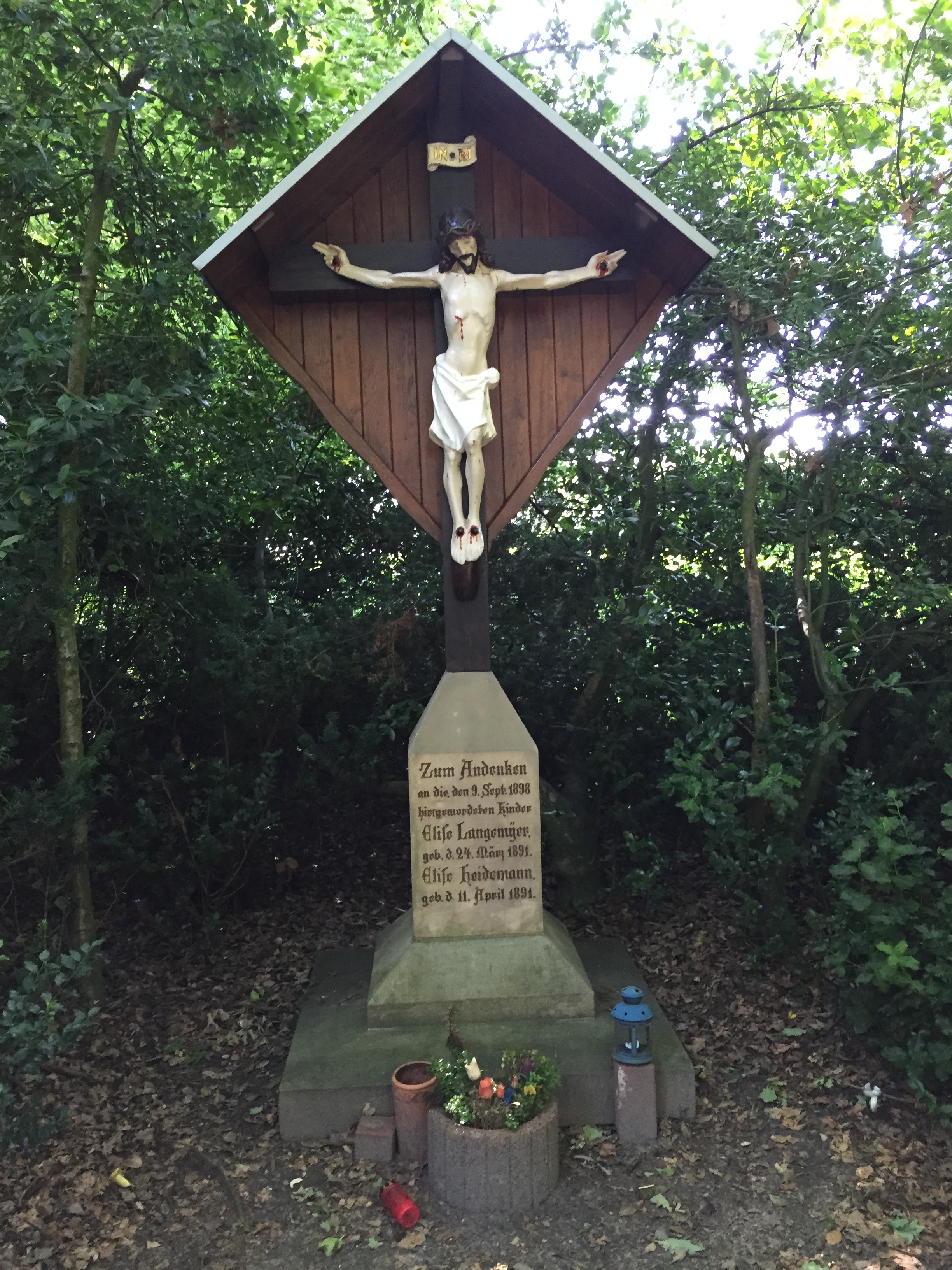
Denkmal für die in Lechtingen ermordeten Kinder

Am Morgen des 9. September 1898 verließen zwei siebenjährige Mädchen ihre Elternhäuser bei Lechtingen nördlich von Osnabrück (heute ein Ortsteil der Gemeinde Wallenhorst), um zur Schule zu gehen. Ihre entkleideten, zerstückelten und ausgeweideten Körper wurden mittags in einem Wald nahe dem Schulweg gefunden. Die Polizei verhaftete den sich in der Gegend aufhaltenden Tischlergesellen Tessnow und konnte einen Knopf, den man am Tatort fand, seinem Anzug zuordnen. Er bestritt die Tat hartnäckig und erklärte, die auffälligen Flecken an seiner Kleidung seien Holzbeize, kein Blut. Da nach damaliger Lehrmeinung nur ein „Geistesgestörter“ solch eine grausame Tat begehen konnte, Tessnow aber keine Anzeichen einer Geisteskrankheit aufwies, wurde er letztendlich mangels Beweisen aus der Haft entlassen.

### Doppelmord in Göhren
Am Abend des 1. Juli 1901 verschwanden im Ostseebad Göhren auf Rügen die beiden fünf- und siebenjährigen Söhne des Fuhrmanns Graweert. Nach einer die ganze Nacht andauernden Suchaktion wurden ihre Leichen am Morgen des 2. Juli gefunden. Sie waren auf dieselbe grausame Weise verstümmelt worden wie ein paar Jahre zuvor die beiden Kinder in Lechtingen. Bei dem Jüngeren war der Schädel zertrümmert, der Hals bis zur Wirbelsäule durchtrennt und der Rumpf mit einem Schnitt durch den gesamten Unterleib geöffnet, die Darmschlingen hingen heraus, das Herz fehlte. Auch dem Älteren wurde der Schädel eingeschlagen. Der Körper war in der Mitte durchtrennt, der Beckenabschnitt mit den Beinen wurde erst später gefunden.

## Inhaftierung
Da eine Obsthändlerin beobachtet hatte, wie der im benachbarten Baabe wohnende Tessnow die beiden Jungen am Mordtag ansprach, fiel der Verdacht schnell auf ihn und er wurde am Abend des 2. Juli verhaftet. Seine Kleidung war mit zahlreichen Flecken übersät, die er erneut mit Tischlerbeize erklärte. Während seiner Untersuchungshaft wurde der Mordfall aus Lechtingen bekannt und der Verdacht erhärtete sich. Während der Ermittlungen kam ein weiterer Vorfall ans Licht: Auf einer Weide wurden zwei Wochen zuvor mehrere Schafe getötet, zerstückelt und im Gelände verteilt. Ein Landwirt sah den Täter wegrennen und erkannte Tessnow bei einer Gegenüberstellung wieder.
Der Untersuchungsrichter beauftragte Paul Uhlenhuth, seit 1899 Assistent am Hygieneinstitut der Universität Greifswald und ehemaliger Mitarbeiter von Robert Koch, mit der Untersuchung der Kleidung. Uhlenhuth hatte kurz zuvor als erster eine Methode entwickelt, die den Nachweis von Menschen- und Tierblut erlaubte: den Blut-Präzipitin-Test. Er fand an der Sonntagskleidung zahlreiche Blutflecken und konnte sie in Menschen- und Schafsblut differenzieren. Ebenso erwiesen sich die Verfärbungen an einem Stein, der als mögliches Tatwerkzeug am Tatort gefunden wurde, als Blut.

## Verurteilung
Im Frühjahr 1902 wurde Tessnow in Greifswald der Prozess gemacht, in dem dem Gutachten von Uhlenhuth gefolgt wurde. Das Urteil lautete auf Todesstrafe. Während der Verkündung des Hinrichtungstermins erlitt Tessnow einen epileptischen Anfall, der eine psychiatrische Untersuchung des Verurteilten begründete. Trotz gegenteiliger Meinung von vier Psychiatern als zurechnungsfähig beurteilt, wurde Tessnow erneut verurteilt; auch die Berufungsverhandlung beim Reichsgericht in Leipzig bestätigte am 14. März 1904 das Urteil.
Im selben Jahr wurde Tessnow angeblich auf dem Hof des Greifswalder Gefängnisses enthauptet. Ein Strafverteidiger behauptete aber, die Strafe sei nach einigen Jahren in lebenslängliche Zuchthausstrafe umgewandelt worden – ein Beweis für die Hinrichtung oder die Strafumwandlung fand sich zunächst nicht in den Justizakten. 2016 ergaben Nachforschungen in Akten der Landesheilanstalt Stralsund, dass Tessnow in die psychiatrische Klinik überstellt wurde, wo er bis 1939 einsaß. Als „ungeheilt“ eingestuft, wurde er nach Neustadt in Westpreußen verlegt und während der Massaker von Piaśnica als frühes Opfer des NS-Euthanasieprogramms per Genickschuss hingerichtet.
Nach anfänglichem wissenschaftlichen Widerspruch wurde das Uhlenhuthsche Präzipitinreaktionsverfahren am 8. September 1903 als gerichtsfestes Beweisverfahren offiziell in Preußen eingeführt. Später ließ sich der Test auf weitere Körperseren wie Sperma oder Speichel erweitern.